# 지닝시
지닝시(중국어 간체자: 济宁, 정체자: 濟寧, 병음: Jĭníng)는 중화인민공화국 산둥성 서남부에 위치하는 지급시이다. 공자의 고향 취푸(곡부, 曲阜), 맹자의 고향 쩌우청(추성, 鄒城), 구주의 하나로 유명한 연주의 이름을 계승하는 옌저우 등 오래된 고도가 많다. 인구의 99.2%가 한족으로, 나머지는 0.6%가 회족, 다음은 몽골족이나 만주족 등이다.

## 지리
북동으로 타이안시, 동쪽으로 린이시, 남동쪽으로 짜오좡시, 남서로 허쩌시에 접하는 것 외에 일부 허난성, 장쑤성에도 접하고 있다. 면적은 11,286km2이다. 북쪽의 지난시과 남쪽의 쉬저우시의 사이에 위치하며, 현재는 칭다오시로부터 서쪽으로 철도나 고속도로 등 동서 방향으로 교통망이 통과하는 것 외에 북경 - 상하이를 연결하는 경호철로, 북경 - 홍콩을 연결하는 경구철로 등 남북 방향의 국토축도 연결하는 교통의 요지이다.
기후는 온난하고, 사계는 뚜렷하다. 동고서저의 지형으로, 시역 동부는 구릉이 늘어서 산악부에서 도교의 성지 태산으로 이어지고, 서부는 황하 유역의 평야가 되어 있다. 중부는 남양호(南陽湖)나 미산호(微山湖) 등의 호수와 늪이 산재한다.
| 지닝시의 기후                                                 | 지닝시의 기후 | 지닝시의 기후 | 지닝시의 기후 | 지닝시의 기후 | 지닝시의 기후 | 지닝시의 기후 | 지닝시의 기후 | 지닝시의 기후 | 지닝시의 기후 | 지닝시의 기후 | 지닝시의 기후 | 지닝시의 기후 | 지닝시의 기후 |
| 월                                                            | 1월           | 2월           | 3월           | 4월           | 5월           | 6월           | 7월           | 8월           | 9월           | 10월          | 11월          | 12월          | 연간          |
| ------------------------------------------------------------- | ------------- | ------------- | ------------- | ------------- | ------------- | ------------- | ------------- | ------------- | ------------- | ------------- | ------------- | ------------- | ------------- |
| 역대 최고 기온 °C (°F)                                        | 16.2 (61.2)   | 22.3 (72.1)   | 27.6 (81.7)   | 32.8 (91.0)   | 37.5 (99.5)   | 39.0 (102.2)  | 40.8 (105.4)  | 37.1 (98.8)   | 36.3 (97.3)   | 34.6 (94.3)   | 25.5 (77.9)   | 19.7 (67.5)   | 40.8 (105.4)  |
| 일평균 최고 기온 °C (°F)                                      | 5.0 (41.0)    | 8.9 (48.0)    | 14.8 (58.6)   | 21.5 (70.7)   | 27.0 (80.6)   | 31.4 (88.5)   | 32.1 (89.8)   | 30.9 (87.6)   | 27.3 (81.1)   | 21.6 (70.9)   | 13.5 (56.3)   | 6.8 (44.2)    | 20.1 (68.1)   |
| 일일 평균 기온 °C (°F)                                        | 0.0 (32.0)    | 3.5 (38.3)    | 9.4 (48.9)    | 15.9 (60.6)   | 21.5 (70.7)   | 26.1 (79.0)   | 27.7 (81.9)   | 26.3 (79.3)   | 21.9 (71.4)   | 15.8 (60.4)   | 8.2 (46.8)    | 1.9 (35.4)    | 14.9 (58.7)   |
| 일평균 최저 기온 °C (°F)                                      | −4.0 (24.8)   | −0.9 (30.4)   | 4.4 (39.9)    | 10.6 (51.1)   | 16.2 (61.2)   | 21.1 (70.0)   | 23.9 (75.0)   | 22.6 (72.7)   | 17.4 (63.3)   | 10.9 (51.6)   | 3.9 (39.0)    | −2.0 (28.4)   | 10.3 (50.6)   |
| 역대 최저 기온 °C (°F)                                        | −16.2 (2.8)   | −14.3 (6.3)   | −8.9 (16.0)   | −1.5 (29.3)   | 4.5 (40.1)    | 11.8 (53.2)   | 16.0 (60.8)   | 12.5 (54.5)   | 5.3 (41.5)    | −1.7 (28.9)   | −9.9 (14.2)   | −14.0 (6.8)   | −16.2 (2.8)   |
| 평균 강수량 mm (인치)                                         | 7.5 (0.30)    | 12.9 (0.51)   | 16.6 (0.65)   | 38.4 (1.51)   | 52.0 (2.05)   | 80.0 (3.15)   | 166.7 (6.56)  | 173.2 (6.82)  | 66.5 (2.62)   | 32.4 (1.28)   | 29.0 (1.14)   | 10.0 (0.39)   | 685.2 (26.98) |
| 평균 강수일수 (≥ 0.1 mm)                                      | 2.7           | 3.8           | 3.9           | 5.6           | 6.2           | 7.7           | 11.1          | 10.8          | 7.3           | 5.2           | 5.0           | 3.3           | 72.6          |
| 평균 강설일수                                                 | 2.8           | 2.5           | 0.5           | 0.1           | 0             | 0             | 0             | 0             | 0             | 0             | 0.7           | 1.6           | 8.2           |
| 평균 상대 습도 (%)                                            | 62            | 58            | 55            | 59            | 61            | 62            | 76            | 79            | 74            | 68            | 69            | 65            | 66            |
| 평균 월간 일조시간                                            | 151.2         | 154.9         | 205.5         | 230.9         | 251.7         | 228.0         | 192.5         | 188.6         | 190.0         | 188.9         | 160.7         | 153.0         | 2,295.9       |
| 가능 일조율                                                   | 48            | 50            | 55            | 59            | 58            | 53            | 44            | 46            | 52            | 55            | 53            | 51            | 52            |
| 출처: 중국기상국 (평년값: 1991년~2020년, 극값: 1981년~2010년) |               |               |               |               |               |               |               |               |               |               |               |               |               |

## 역사
춘추시대에는 노나라 등의 나라가 번창해 공자, 맹자 등 뛰어난 문인을 배출했다. 또 교통의 요지로서 예부터 중원 물자의 중심 집산지로 문화가 교류되는 지역이었다. 수나라 이후 대운하가 시내 중심을 통과하고, 명, 청 시대에는 산둥성에서 가장 경제가 고도로 발전한 도시가 되어, 그 번영은 쑤저우와도 비견할 수 있는 〈강북의 작은 쑤저우〉라고 불렸다.

## 행정 구역

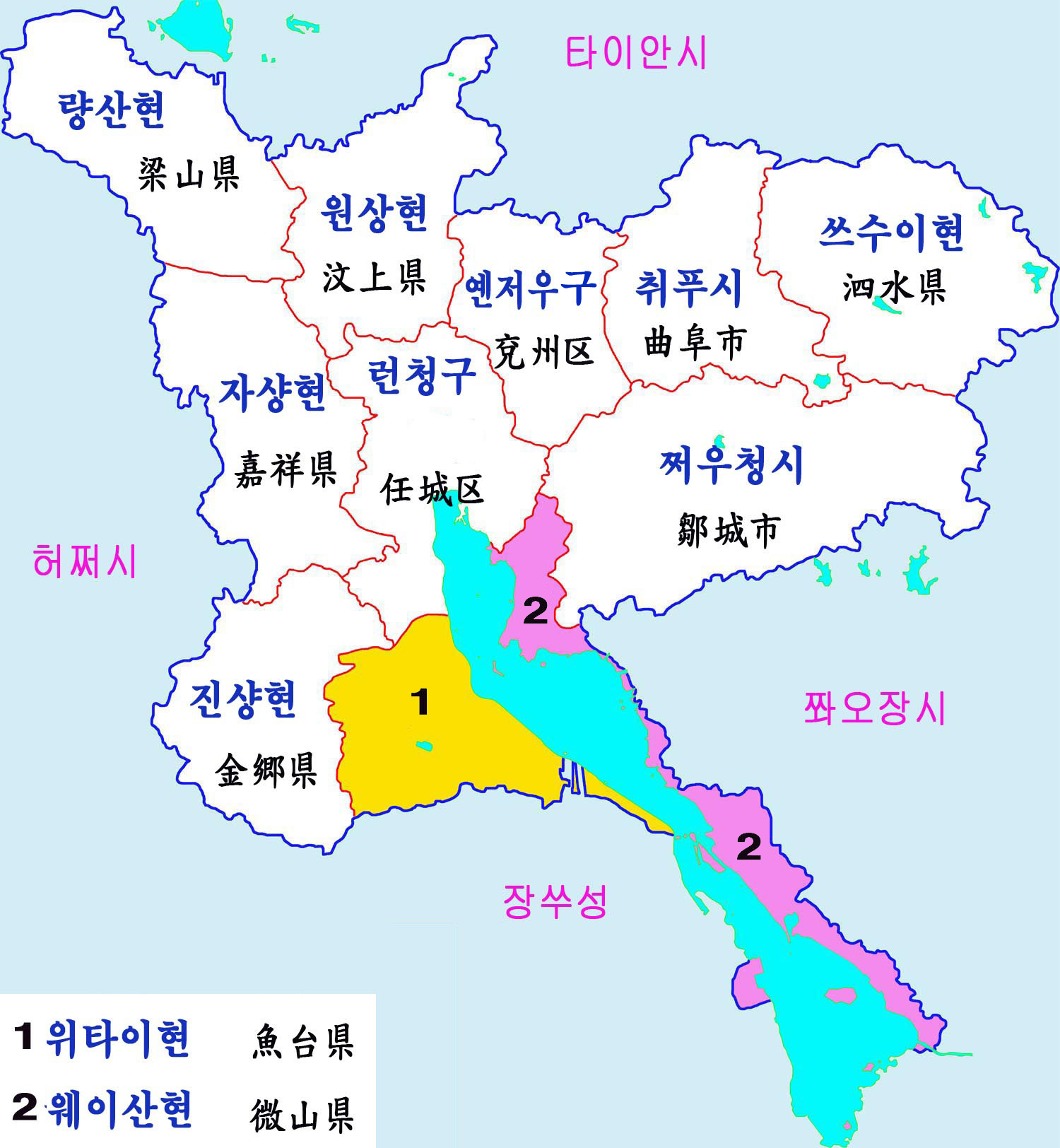
지닝시 현급 행정구역

2개의 시할구, 2개의 현급시, 7개의 현을 관할한다.
- 시할구
  - 런청구(任城区)
  - 옌저우구(兗州区)
- 현급시
  - 취푸시(曲阜市)
  - 쩌우청시(鄒城市)
- 현
  - 웨이산현(微山県)
  - 위타이현(魚台県)
  - 진샹현(金郷県)
  - 자샹현(嘉祥県)
  - 원상현(汶上県)
  - 쓰수이현(泗水県)
  - 량산현(梁山県)

## 경제
지닝은 산둥 성 서남부의 탄광 지대에 위치해, 석탄 채굴량이 많아 전국 8대 석탄기지의 일각을 차지한다. 특히 주 탄광은 크다. 지닝은 석탄을 이용한 대형 화력 발전소가 존재하며, 중공업이 집적하고 있다.

## 명소
- 양산박(梁山泊)（梁山県）
- 삼공 (공묘, 공부, 공림) - 취푸 시

## 자매 도시
- 미국 오클라호마주 로턴
- 미국 일리노이주 스프링필드
- 일본 도치기현 아시카가시
- 일본 이시카와현 고마쓰시
- 프랑스 오랭주 뮐루즈
- 러시아 로스토프주 타간로크
- 포르투갈 아소르스 제도 앙그라두에로이즈무
- 중화인민공화국 장쑤성 쉬저우시
- 중화인민공화국 간쑤성 톈수이시